# Адріан Еллісон
Адріан Еллісон  (англ. Adrian Ellison, 11 вересня 1958) — британський веслувальник, олімпійський чемпіон.

## Виступи на Олімпіадах
| Олімпіада         | Дисципліна                      | Місце |
| ----------------- | ------------------------------- | ----- |
| Лос-Анджелес 1984 | четвірка розстібна зі стерновим | 1     |
| Барселона 1992    | вісімка розстібна зі стерновим  | 6     |